# Thaddeus Joseph Jakubowski
Thaddeus Joseph Jakubowski, üblich: Thad J. Jakubowski (* 5. April 1924 in Chicago; † 14. Juli 2013 ebenda), war ein US-amerikanischer Weihbischof in Chicago. 

## Leben
Thad J. Jakubowski besuchte zunächst die  St. Mary Magdalene Catholic School und die St. Mary Magdalene Catholic School in Chicago und trat anschließend in das Archbishop Quigley Preparatory Seminary ein. Er studierte Philosophie und Theologie an der University of Saint Mary of the Lake (Mundelein Seminary). An der Loyola University Chicago studierte er Klassische Wissenschaften. 
Der Erzbischof von Chicago, Samuel Alphonsius Kardinal Stritch, spendete ihm am 3. Mai 1950 die Priesterweihe. Er war im Erzbistum Chicago in der Seelsorge tätig und Lehrer für klassische Sprachen am Quigley Preparatory Seminary. Er war Dekan des Vikariate IV (1977–1982; 1984–1988).
Papst Johannes Paul II. ernannte ihn am 16. Februar 1988 zum Titularbischof von Plestia und bestellte ihn zum Weihbischof in Chicago sowie Generalvikar des Vikariats IV. Der Erzbischof von Chicago Joseph Louis Kardinal Bernardin weihte ihn am 11. April desselben Jahres zum Bischof; Mitkonsekratoren waren Alfred Leo Abramowicz, Weihbischof in Chicago, und Nevin William Hayes OCarm, Weihbischof in Chicago. 
Er engagierte sich insbesondere für Einwohner mit polnischem Hintergrund in Chicago. Am 24. Januar 2003 nahm Papst Johannes Paul II. seinen altersbedingten Rücktritt an.

## Ehrungen und Auszeichnungen
- 1997 – Kopernikus-Preis
- 2008 – Komtur mit Stern des Verdienstordens der Republik Polen